# آشیانه ۱۸
«آشیانهٔ ۱۸» (به انگلیسی: Hangar 18) ترانه‌ای از گروه ترش متال مگادث و یکی از قطعات آلبوم سال ۱۹۹۰ آن‌ها با نام باشد تا آسوده زنگ بزنید است. این یکی از ترانه‌هایی است که مگادث معمولاً در تورهایشان اجرا می‌کنند و طی سال‌های اخیر از پرتقاضاترین آثار آن‌ها برای دانلود بوده‌است. تغییرات پیاپی ریتم و سویپ‌های دو نفرهٔ ماستین و فریدمن در کنار ترانه‌سرایی ماهرانه، «آشیانهٔ ۱۸» را به یکی از آهنگهای به‌یادماندنی موسیقی متال تبدیل کرده‌است.
«آشیانهٔ ۱۸» در زمان انتشارش در ایرلند ۲۵اُمین تک‌آهنگ پرفروش آن کشور شد و تا جایگاه ۲۶اُم جدول پرفروش‌ترین تک‌آهنگ‌های بریتانیا صعود کرد. این ترانه در سال ۱۹۹۲ نامزد دریافت گرمی بهترین اجرای متال بود.

## ساخت و محتوا
عنوان «آشیانهٔ ۱۸» به نظریه‌ای اشاره دارد که بر اساس آن در سال ۱۹۴۷ بشقاب پرندهٔ سقوط کرده در حادثهٔ رازول نیومکزیکو، به آشیانهٔ ۱۸ پایگاه نیروی هوایی رایت-پترسون در ایالت اوهایو برده شده‌است. دیو ماستین این ترانه را زمانی که در گروه پَنیک بود نوشت و در ابتدا N2RHQ نام داشت. به گفتهٔ او ترانهٔ اصلی اشاره‌ای به فرضیهٔ سقوط و گرفتار شدن بیگانگان روی کرهٔ زمین نداشت و آن بخش‌ها را بعداً نیک منزا به آن افزود.
من بالهٔ انتهای هواپیمایی را دیدم که روی آن نوشته بود N2RHQ. فکر کردم N2RHQ مخفف Into our headquarters است و برای نام‌گذاری یک آهنگ عنوان خوبی می‌شود، مثل OU812 ون هیلن. فکر می‌کردم که بازی‌های هوشمندانه با حروف جالب هستند، بنابراین همهٔ اینها را نوشتم: "به دژ رفیع ما خوش آمدید …" در مورد مکانی در فضا. به رازول یا منطقهٔ ۵۱ یا چیزهایی شبیه این‌ها هیچ ربطی نداشت. نیک منزا بود که کاملاً شیفتهٔ بیگانگان بود. او یکبار گفت عیسی یک آدم فضایی بوده و به همین دلیل است که می‌توانسته در هوا شناور بماند! او همیشه سعی می‌کرد بامزه و روی اعصاب باشد اما او بود که به بیگانگان علاقه داشت.
ماستین قبول دارد که آکوردها و چیدمان آن‌ها در «آشیانهٔ ۱۸» شباهت‌هایی به قطعهٔ «ندای کاتولو» (وقتی جهنم یخ می‌زند) از آلبوم سوار بر آذرخش متالیکا (۱۹۸۴) دارند اما یکسان بودن آن‌ها را قویا رد می‌کند. «ندای کاتولو» مربوط به دورهٔ کوتاهی است که او در متالیکا عضو بود و یکی از دو ترانهٔ آن آلبوم است که نام ماستین در کنار جیمز هتفیلد، لارس اولریک و کلیف برتون به‌عنوان یکی از پدیدآورندگانش ذکر شده‌است. مجلهٔ رولینگ استون در سال ۲۰۱۷ به نقل از ماستین نوشت که او نویسندهٔ اصلی «ندای کاتولو» بوده و «تک تک نت‌های نسخهٔ دمو را پیش از آن‌که نام آهنگ تغییر داده شود نوشته‌است». به گفتهٔ ماستین پس از جدایی او و پیوستن کرک همت به متالیکا تغییراتی در آهنگ داده شده و اولین بار که نسخهٔ منتشر شده در آلبوم را شنیده برایش عجیب و نامانوس بوده‌است.

## قطعه‌های تک‌آهنگ
- US CD single (C2 15662)[۸]

1. «آشیانهٔ ۱۸» (نسخهٔ اِی‌اوآر) – ۳:۱۷
2. «آشیانهٔ ۱۸» (نسخهٔ اِل‌پی) – ۵:۱۴
3. «احضار» (زنده) – ۵:۰۶
4. قلاب در دهان (زنده) – ۴:۲۸

 •  اجراهای زنده در ۱۴ اکتبر ۱۹۹۰ طی کنسرت گروه در استادیوم ومبلی لندن ضبط شده‌اند.
- UK 12" LP single (12CLG 604)[۹]

1. «آشیانهٔ ۱۸» – ۵:۱۱
2. «آشیانهٔ ۱۸» (زنده) – ۵:۱۴
3. «احضار» (زنده) – ۵:۰۶
4. قلاب در دهان (زنده) – ۴:۲۸

 •  اجراهای زنده در ۱۴ اکتبر ۱۹۹۰ طی کنسرت گروه در استادیوم ومبلی لندن ضبط شده‌اند.

## نظر منتقدان
استیو هیوئی از آل‌میوزیک طی نقدی بر آلبوم باشد تا آسوده زنگ بزنید، «آشیانهٔ ۱۸» را برجسته‌ترین قطعهٔ آن آلبوم دانسته‌است.
کریستا تایتوس (موسیقی‌نویس مجلهٔ بیلبورد) در گزینش ۱۵ ترانهٔ برتر مگادث، «آشیانهٔ ۱۸» را در ردیف چهارم انتخاب‌هایش قرار داده و دربارهٔ آن نوشته‌است: پیش از آن‌که تئوری‌های توطئه، اینترنت را برای پراکنده شدن در اختیار داشته باشند، باشد تا آسوده زنگ بزنید در مورد «آشیانهٔ ۱۸» هشدار داد.

## موقعیت در جدول‌های فروش
| چارت موسیقی (۱۹۹۱)                             | بالاترین جایگاه |
| ---------------------------------------------- | --------------- |
| ۱۰۰ تک‌آهنگ داغ اروپایی (جدول میوزیک اند میدیا) | ۸۳              |
| جدول‌های رسمی فنلاند                            | ۲۳              |
| جدول تک‌آهنگ‌های ایرلند                          | ۲۵              |
| جدول تک‌آهنگ‌های بریتانیا                        | ۲۶              |

## اعضای مشارکت‌کننده
- دیو ماستین: آواز، لید و ریتم گیتار
- مارتی فریدمن: لید و ریتم گیتار
- دیوید الفسن: باس
- نیک منزا: درامز